# Quandtsche Tabaksmühle

Die Quandtsche Tabaksmühle

Die Quandtsche Tabaksmühle war eine im Besitz der Leipziger Familie Quandt befindliche, zur Herstellung von Schnupftabak genutzte Windmühle, die im Zusammenhang mit der Völkerschlacht bei Leipzig 1813 Bedeutung erlangte, da hier Napoleon am 18. Oktober seinen Befehlsstand eingerichtet hatte.

## Lage
Die Mühle befand sich auf einer Anhöhe, der Marienhöhe, in der Nähe der Marienquelle zwischen den damaligen Dörfern Stötteritz, Probstheida und Connewitz auf der zu Thonberg gehörigen Flur. Sie lag an der von Connewitz nach Stötteritz führenden Straße.

## Geschichte
Der 1696 in Düben geborene Johann Gottfried Quandt absolvierte ab 1709 in Leipzig eine Buchhändlerlehre und arbeitete anschließend als Barbier, Diener und Schokoladenhersteller, bevor er sich 1726 dem Tabakhandel zuwandte. Nachdem er 1729 das Leipziger Bürgerrecht erworben hatte, gründete er 1734 am Brühl eine Tabakfabrik. Den Rohtabak bezog er hauptsächlich aus dem benachbarten Dorf Stötteritz, wo Ende des 17. Jahrhunderts geflüchtete Calvinisten den Tabakanbau eingeführt hatten und der bis ins 19. Jahrhundert für viele Stötteritzer zur Haupterwerbsquelle wurde.
1743 kaufte Quandt ein Grundstück auf der Marienhöhe bei Stötteritz und baute dort eine „Holländische Maschinen-Windmühle“ zur Bearbeitung des Tabaks, insbesondere der Schnupftabakherstellung. Bereits 1748 konnte er sich in der Nikolaistraße 24 in Leipzig einen Stadthof kaufen, wo er das Vordergebäude neu errichten und im Hof ein kleines Theater einbauen ließ (Quandts Hof, später Oelßners Hof).
Nach dem Tod Johann Gottfried Quandts im Jahre 1749 führte sein Sohn Johann Gottlob Quandt (1721–1784) die Geschäfte weiter, die offenbar sehr gut florierten, so dass er in seinem Testament das Leipziger Almosenamt mit einer Stiftung von 4.000 Talern zur Unterstützung von armen notleidenden Menschen bedenken konnte.
Danach übernahm der Enkel, ebenfalls gleichnamig wie sein Vater, Johann Gottlob das Geschäft. Er war ab 1801 auch Besitzer des Rittergutes Wachau. In seine Zeit fiel die Zerstörung der Tabaksmühle während der Völkerschlacht.
Die Mühle wurde nicht wieder aufgebaut. An ihrer Stelle befindet sich heute der Napoleonstein. An die ehemalige Tabaksmühle erinnert noch der Name der Straße An der Tabaksmühle, die in ihrem östlichen Teil vor dem Völkerschlachtdenkmal Teil der Bundesstraße 2 ist.

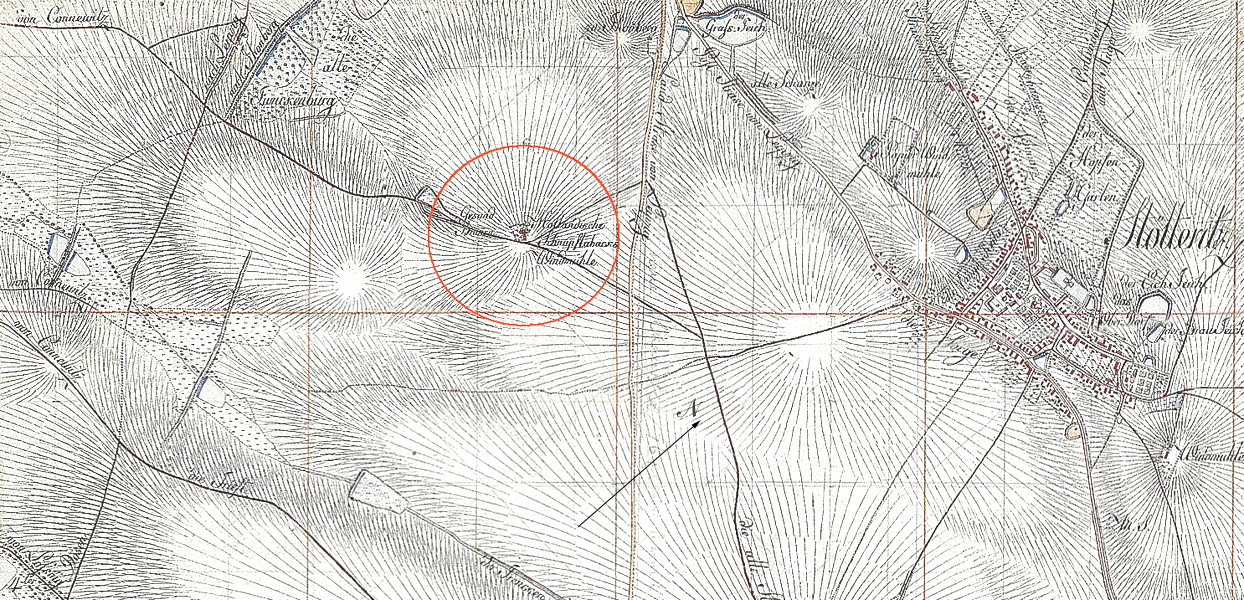
Die Lage der Tabaksmühle
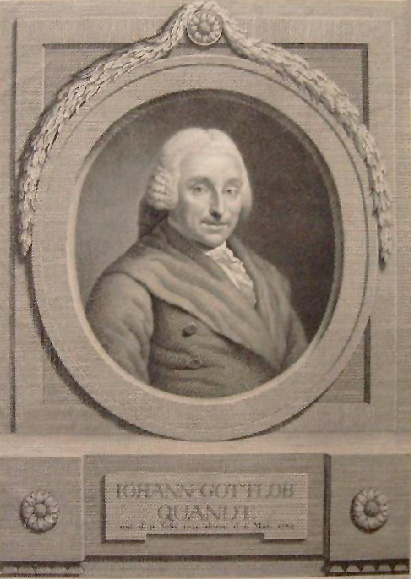
Der Stifter Johann Gottlob Quandt (1721–1784)
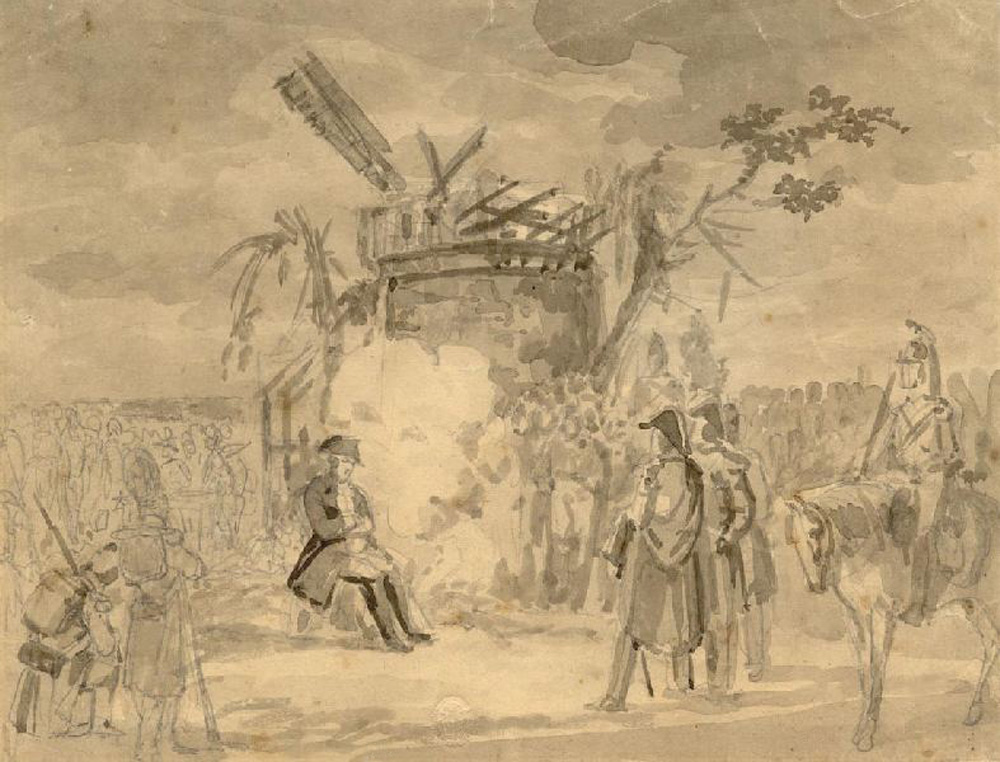
Napoleon an der zerstörten Tabaksmühle
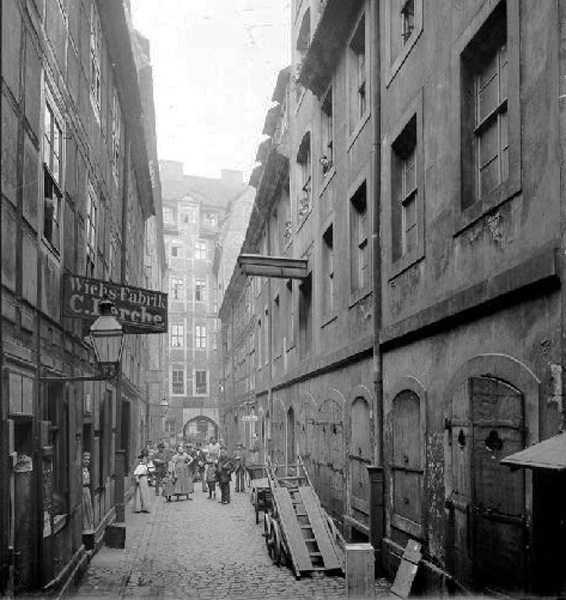
Quandts Hof um 1900
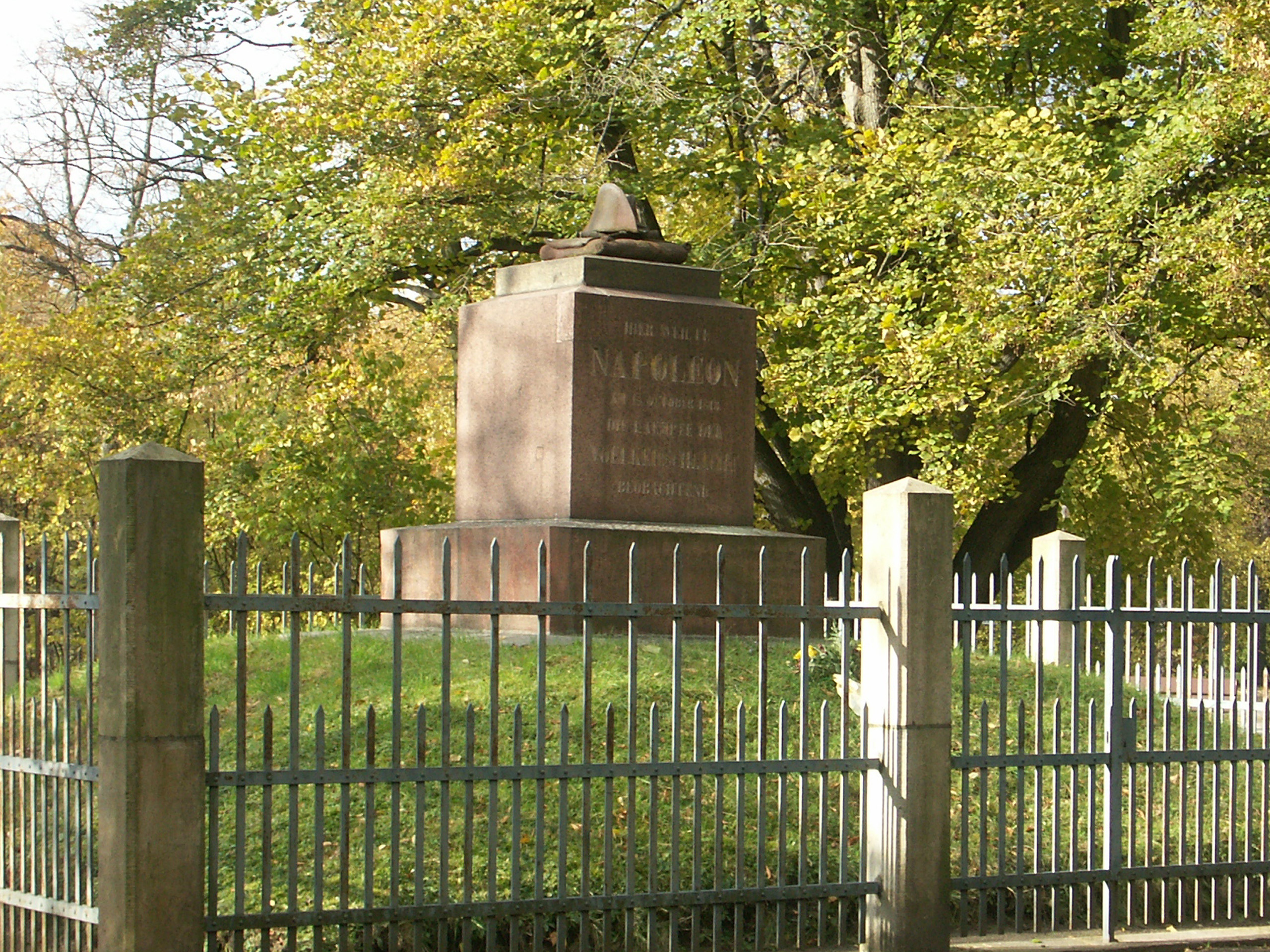
Der Napoleonstein